# Торпедо (Запоріжжя)

Попередня емблема клубу

«Торпедо» — український футбольний клуб з міста Запоріжжя. Клуб заснований 1982 року. У 1992—1998 роках виступав у вищій лізі, найкращий результат — 4-те місце в групі А в Чемпіонаті 1992 року. У 1999 році команда була розформована, у червні 2001 відроджена і заявлена у другу лігу.
У 2002 році клуб остаточно припинив існування через фінансову кризу (відмова нового керівництва АвтоЗАЗу фінансувати клуб).
У сезоні 2002/03 під назвою «Торпедо» (Запоріжжя) у другій лізі виступала команда студентів ЗІДМУ. За результатами сезону 2002/03 команда позбулася професійного статусу, тому що зайняла останнє місце в другій лізі.

## Хронологія назв
- «Металіст» (1923—1934)
- «Сільмаш» (1934—1939)
- «Машинобудівник» (1939—1961)
- «Трактор» (1961—1971)
- «Комунар» (1971—1982)
- «Торпедо» (1982—2002)

## Історія

### Витоки
Одним з перших футбольних полів в Олександрівську початку XX століття був майданчик у Південному саду (нині — територія біля залізничного вокзалу Запоріжжя I). Місцем проведення футбольних баталій був і манеж Бормана-Шведе (пізніше ковальський цех «АвтоЗАЗ»). Тоді ж на заводах виник так званий «підприємницький» спорт, суть якого полягала в організації власниками спортивних клубів. Я. Копп заохочував розвиток спорту на підприємстві, в тому числі й футболу, хоча гроші на інвентар не відпускав, і справжні м'ячі, бутси і форму ентузіасти купували на спільно зібрані гроші.
У післяреволюційні роки футбольні команди створювалися при клубах. У 1923—1925 роках однією з найсильніших у Запоріжжі була команда, організована при клубі «Металіст» (нині — ДК «АвтоЗАЗ»). Вона була фіналістом II Спартакіади Запоріжжя, де в принциповій суперечці з рахунком 2:3 поступилася футболістам клубу імені Дробязко (згодом — «Локомотив»). Гравці «Металіста» залучалися до збірної міста, яка вже тоді вважалася однією з найкращих у Придніпров'ї. У 1926 році «Металіст» і команда клубу імені Дробязко знову зустрілися в фіналі міської Спартакіади. Гра, незважаючи на додатковий час, завершилася внічию — 1:1. У повторному матчі успіх був на боці залізничників (3:1). Влітку 1927 року після реконструкції відкрився стадіон «Металіст». Наявність відмінної на ті часи спортивної бази дозволила заводчанам виступити в осінній першості міста двома командами. Одна з них — «Металіст-II» — стала чемпіоном.
У 1930-х роках команда заводу «Комунар» продовжувала бути однією з найсильніших в місті. Виступаючи під назвою «Сільмаш», в 1938 році вона взяла участь у розіграші Кубка УРСР, однак лише на зональному рівні (XVII зона, Дніпропетровськ (4 зона УРСР)). Проте футболісти «Комунара» були включені в число учасників першості Дніпропетровської області, до складу якої тоді входило Запоріжжя.
У повоєнні роки на обласній футбольній арені з'являється «Трактор», а потім — «Комунар», в рядах якого наприкінці 1960-х років грали такі відомі футболісти, як Анатолій Семикопенко, Юрій Пономарьов, Віктор Щеголіхін, Віталій Коваленко, Віктор Самойлов. Найбільшого успіху цей колектив домігся в 1974 році, завоювавши звання чемпіона області. У наступному сезоні автозаводці дебютували в першості республіки, але тоді їм явно не вистачало досвіду виступів на такому рівні.

### «Торпедо»
Власне, команда «Торпедо» з'явилася в 1982 році. Її творцями були директор автозаводу Степан Кравчун і тренер Анатолій Колесников.
Спочатку команда заявилася на першість міста, а потім й області. Вже у 1983 році «Торпедо» боролося за вихід до другої ліги чемпіонату СРСР. На місцевому рівні торпедівці завоювали кубок області. Склад тієї команди був такий: Рудика, Чеботаєв, Симонець, В.Бондаренко, Ходус, Єфименко, Кузьменко, Негірьов, Долинін (Лавриненко, 46), Устинов, Степаненко. Тренував команду Олександр Гуржеєв. У фінальній кульці, яка проходила в Ірпіні, запорожці набрали однакову кількість з місцевим «[Рось (футбольний клуб)|Динамо]]», тому проводився додатковий поєдинок в якому з рахунком 4:2 виграли динамівці.
Вийшли в другу лігу торпедівці в 1984 році, при цьому в складі було більше половини гравців запорізького «Металурга». У першому сезоні запорожці зайняли 24-те місце серед 28 команд української зони. Наступного року «Торпедо» опинилося вище, завоювавши дев'яте місце.
У 1990 році «Торпедо» стало де-факто чемпіоном УРСР («друга нижча», фактично четверта по ранжиру ліга). Той чемпіонат «Торпедо» розпочало 8 квітня домашньою перемогою над охтирським «Нафтовиком», а завершило 4 листопада в Харкові нульовою нічиєю з місцевим «Маяком». Ця нічия дозволила запорожцям випередити миколаївський «Суднобудівник» і рівненський «Авангард» (54 очка проти 53 у жителів півдня і сіверян). У «Торпедо» плеймейкером був Роман Бондаренко, який в 36-ти поєдинках забив 19 голів. Також в команді грали — Ігор Черкун, Юрій Маркін, Олексій Антюхін, Андрій Максименко, Володимир Марчук, Микола Федоренко, Ігор Якубовський, Сергій Перепаденко. Тренував команду Євген Лемешко.
Повернувшись в класичну другу лігу, «Торпедо» в останньому союзному сезоні зайняло 7-ме місце серед 22 команд західної зони, відставши від першої п'ятірки всього на три очки. П'яте місце серед одинадцяти українських команд дозволило б автозаводцям потрапити при формуванні дивізіонів чемпіонату вже незалежної України не до першої, як «Галичина» і «Ворскла», а до вищої ліги.
Перше офіційне дербі двох запорізьких команд в чемпіонатах України відбувся 10 березня на ЦС «Металург». Перемогу в тому матчі несподівано здобули колишні друголігові торпедівці. Єдиним голом на 48-й хвилині відзначився Волков. Тимчасово в Запоріжжі встановився короткий період домінування «Торпедо», коли і команда займала вищі місця, і глядачів приходило на стадіон, більше, ніж на головну спортивну арену міста. «Торпедо» в той час залишалося заводською командою, тоді як "Металург "вже давно перестав асоціюватися з підприємством, яке дало йому життя.
У 1994 і 1995 роках команда з тренером Надєїним команда посідала сьоме місце. У 1996-му році почався занепад команди, пов'язаний зі зміною власників автозаводу і відходом директора заводу Степана Кравчуна. Сезон 1996/97 розпочинав ще Надєїн, а закінчував Віктор Матвієнко. Навесні 1997-го сталися й найрозгромніша поразка в історії чемпіонатів України (1:9 від «Шахтаря»), і найбільша поразка у запорізькому дербі.
У 1998-му «Торпедо» зайняло останнє місце вигравши лише двічі і набравши 13 очок (у «Чорноморця<», який став 15-м було, 32). На зміну Матвієнку прийшов Леонід Колтун. «Торпедо» взагалі могло не вийти на старт того чемпіонату — автозаводці внесли необхідну суму не в останній момент, а після нього, отримавши відстрочку.
У першій лізі все починалося оптимістично. Команда посилилася Євгеном Соніним, Павлом Іричуком, із «Прикарпаття» прийшов Степан Матвіїв, з «Кривбасу» — Андрій Юдін і Владислав Носенко. Незважаючи на хорошу гру команди, завод остаточно вирішив її позбутися, і «Торпедо», яке мало прекрасні шанси повернутися до вищої ліги, чемпіонат фактично догравали. Поїхав до Дніпропетровська Колтун, захопивши з собою декілька основних футболістів, команду прийняв Євген Яровенко. Однак навіть в такому, фактично тренувальному режимі, запорожці зайняли необхідне для виходу у вищу лігу третє місце.
На матч останнього туру, у Львові проти однойменної команди, у футболках «Торпедо» вийшли лише молоді футболісти, з яких чи не найвідомішим став Віталій Прокопченко. Останнім тренером був Роман Бондаренко. У 1999 році «Торпедо» через фінансові труднощі відмовилося від місця у вищій лізі і місце було розіграно в додатковому матчі між «Дніпром» (Черкаси) та «Прикарпаттям» (Івано-Франківськ). 29 червня 1999 року запорізьке «Торпедо» припинило своє існування.
Пізніше, під цією назвою грала команда у другій лізі, але до автозаводського клубу вона вже не мала ніякого відношення.

## Досягнення

### СРСР
- Чемпіонат УРСР
  -  Чемпіон (1): 1990

- Кубок УРСР
  -  Володар (1): 1984

### Україна
- Перша ліга чемпіонату України
  -  Бронзовий призер (1): 1998/99

## Статистика виступів

### СРСР
| Сезон | Див. | Міс. | Іг. | В  | Н  | П  | ЗМ | ПМ | О  | Національний кубок | Європа | Європа | Примітки                      |
| ----- | ---- | ---- | --- | -- | -- | -- | -- | -- | -- | ------------------ | ------ | ------ | ----------------------------- |
| 1985  | 3-й  | 24   | 40  | 10 | 14 | 16 | 39 | 44 | 34 |                    |        |        | VI Зона Група 2 (12-те місце) |
| 1986  | 3-й  | 9    | 40  | 17 | 7  | 16 | 49 | 47 | 41 |                    |        |        | VI зона Група 2 (6-те місце)  |
| 1987  | 3-й  | 20   | 52  | 12 | 16 | 24 | 54 | 81 | 40 |                    |        |        | VI зона                       |
| 1988  | 3-й  | 24   | 50  | 13 | 12 | 25 | 55 | 71 | 38 |                    |        |        | VI Зона                       |
| 1989  | 3-й  | 13   | 52  | 19 | 12 | 21 | 51 | 62 | 50 |                    |        |        | Вилетів[7] VI зона            |
| 1990  | 4-й  | 1    | 36  | 23 | 8  | 5  | 53 | 25 | 54 |                    |        |        | Вийшов у I зону               |
| 1991  | 3-й  | 7    | 42  | 18 | 10 | 14 | 63 | 50 | 46 |                    |        |        | Західна зона                  |

### Україна
| Сезон   | Див.            | Міс.            | Іг.             | В               | Н               | П               | ЗМ              | ПМ              | О               | Національний кубок | Європа          | Європа          | Примітки                                               |
| ------- | --------------- | --------------- | --------------- | --------------- | --------------- | --------------- | --------------- | --------------- | --------------- | ------------------ | --------------- | --------------- | ------------------------------------------------------ |
| 1992    | 1-й             | 7-8             | 18              | 6               | 7               | 5               | 21              | 26              | 19              | 1/2                |                 |                 | Група A                                                |
| 1992–93 | 1-й             | 13              | 30              | 9               | 7               | 14              | 32              | 40              | 25              | 1/2                |                 |                 |                                                        |
| 1993–94 | 1-й             | 13              | 34              | 9               | 10              | 15              | 27              | 39              | 28              | 1/4                |                 |                 |                                                        |
| 1994–95 | 1-й             | 7               | 34              | 15              | 3               | 16              | 49              | 49              | 48              | 1/8                |                 |                 |                                                        |
| 1995–96 | 1-й             | 7               | 34              | 15              | 3               | 16              | 40              | 46              | 48              | 1/8                |                 |                 |                                                        |
| 1996–97 | 1-й             | 14              | 30              | 8               | 5               | 17              | 25              | 56              | 29              | 1/8                |                 |                 |                                                        |
| 1997–98 | 1-й             | 16              | 30              | 2               | 7               | 21              | 20              | 69              | 13              | 1/8                |                 |                 | Вибування                                              |
| 1998–99 | 2-й             | 3               | 38              | 24              | 5               | 9               | 55              | 29              | 77              | 1/32               |                 |                 | Банкрутство                                            |
| 1999-00 | 2-й             | 18              | 34              | 5               | 1               | 28              | 21              | 32              | 16              | 1/16[8]            |                 |                 | Відновлений після банкрутства Вилетів та розформувався |
| 2000–01 | Клуб не існував | Клуб не існував | Клуб не існував | Клуб не існував | Клуб не існував | Клуб не існував | Клуб не існував | Клуб не існував | Клуб не існував | Клуб не існував    | Клуб не існував | Клуб не існував | Клуб не існував                                        |
| 2001–02 | 3-й             | 15              | 34              | 7               | 10              | 17              | 22              | 57              | 31              | 1/16*[9]           |                 |                 | Відновлений вдруге                                     |
| 2002–03 | 3-й             | 16              | 30              | 4               | 7               | 19              | 19              | 52              | 19              | 1/32               |                 |                 | Вибування                                              |

## Стадіон
Домашньою ареною клубу був Стадіон ЗАЗ (стадіон автозаводу «Комунар»). Також команда грала на наступних стадіонах:
- Центральний стадіон «Металург» (24 тис. місць)
- Стадіон ЗТЗ «Авангард» (5 тис. місць)
- Стадіон ВДФСО «Локомотив» (8 тис. місць)

## Тренери
| Рік              | Начальник команди                           | Головний тренер           | Тренер                      |
| ---------------- | ------------------------------------------- | ------------------------- | --------------------------- |
| 1982—1983        |                                             |                           | А. П. Гуржеєв               |
| 1985—1987        | А. П. Колесніков                            | Г. С. Вуль                | А. П. Гуржеєв               |
| 1987—1988        | А. П. Колесніков                            | А. П. Гуржеєв             | В. О. Ходус, В. М. Атаманюк |
| 1989 (до червня) | А. П. Колесніков                            | Й. Беца                   | В. М. Атаманюк              |
| 1989 (з червня)  | А. П. Колесніков                            | Є. П. Лемешко             |                             |
| 1990             | А. П. Колесніков                            | Є. П. Лемешко             | В. О. Ходус, В. М. Атаманюк |
| 1991—1992        | А. П. Колесніков                            | Є. П. Лемешко             | В. М. Атаманюк              |
| 1992—1993        | А. П. Колесніков О. В. Бабаурін (президент) | Є. П. Лемешко             | В. М. Атаманюк, І. Д. Балан |
| 1993             |                                             | В. А. Матвієнко           |                             |
| 1994-1997        |                                             | І. О. Надєїн              |                             |
| 1997             |                                             | О. В. Чередник            |                             |
| 1997-1998        |                                             | В. А. Матвієнко           |                             |
| 1997—1998        |                                             | Л. Я. Колтун (з травня)   |                             |
| 1998—1999        |                                             | Л. Я. Колтун (по грудень) |                             |
| 2001—2002        | В. Ф. Іщенко (віце-президент)               | І. О. Надєїн              | І. Гімро                    |
| 2002—2003        |                                             | Ю. Д. Розенко             |                             |